# 石川遼スペシャル RESPECT 〜ゴルフを愛する人々へ〜
『石川遼スペシャル RESPECT 〜ゴルフを愛する人々へ〜』（いしかわりょうスペシャル リスペクト ゴルフをあいするひとびとへ）は、2010年4月4日から2012年3月31日まで、テレビ東京系列で放送されていたゴルフトーク番組。石川遼の冠番組。

## 内容
日本のゴルフ界をリードする存在になりつつある石川遼が初めて司会を務める。毎回、石川と各界の著名人を交えてラウンドを楽しみながら石川とゲストの素顔の魅力を引き出そうとするものである。
テレビ東京の場合、アナログ放送では2010年4月から6月までの放映分は4:3コンバート（サイドカット）だったが、7月4日（星野仙一・渡邉美樹編第2回）から16:9レターボックスとなった。
開始当初から半年は非公開放送だったが、その後は視聴者らを集めた公開ラウンド（トーク部分は従来と同じく非公開）で行っていた。
2010年10月24日の16:00 - 17:15に、『石川遼スペシャル RESPECT 全部見せます!特集』と題したこれまでの名・珍場面を振り返る総集編を放送した。
2011年1月3日の15:00 - 17:00に『石川遼スペシャル RESPECT 新春から抱腹絶倒!たけし・所ゴルフ頂上決戦!』と題した新春SPが放送された。
2011年4月10日からの日曜23時台後半枠に『SUPER GT+』が開始する事になったため、同年4月2日からは、土曜日の22:30 - 22:55へ放送枠が移動し、2011年10月1日からは土曜日の23:05 - 23:30に再度移動した。
2012年1月1日の15:30 - 18:00に『新春ぶち抜き150分スペシャル　石川遼RESPECT　豪華スターゴルフバトル2012』と題した新春SPが放送された。
2012年3月31日をもって終了。
2013年1月1日の16:00 - 18:00に『石川遼への挑戦状 2013新春ゴルフスペシャル』と題した事実上の復活新春SPが放送された。

## 出演

### 司会
- 石川遼

### 進行
- 芹沢名人

以下はテレビ東京アナウンサー（ローテーション制）
- 大橋未歩
- 大江麻理子
- 松丸友紀
- 秋元玲奈

### レッスンコーナー
- 牧野裕（2011年度から参加）

### ナレーター
- 藤原啓治

### ゲスト
- 2010年4月4日〜4月25日・2011年1月3日（新春SP） - ビートたけし、所ジョージ（両氏ともタレント）
- 2010年5月2日〜5月23日 - 古田敦也（野球評論家）、武豊（中央競馬騎手）
- 2010年5月30日〜6月20日 - 三遊亭円楽（落語家）、中村雅俊（俳優）
- 2010年6月27日〜7月18日 - 渡邉美樹（実業家）、星野仙一（当時野球評論家）
- 2010年7月25日〜8月15日 - 野口五郎、さだまさし（両氏とも歌手）
- 2010年8月22日〜9月12日 - 高橋克実、大泉洋（両氏とも俳優）
- 2010年9月19日〜10月10日 - 高橋三千綱（作家）、白石康次郎（冒険家）
- 2010年10月17日〜11月7日 - 草野仁（フリーキャスター）、小泉孝太郎（俳優）
- 2010年11月14日〜12月5日 - 渡辺喜美（国会議員）、三木谷浩史（実業家）
- 2010年12月12日～2011年1月9日 - 吉田秀彦（柔道家）、関根勤（タレント）
- 2011年1月3日（新春SP）・6月4日～6月11日・7月9日～7月16日・8月13日～8月20日・9月3日・10月8日・2012年1月1日（新春SP） − サンドウィッチマン（漫才コンビ）
- 2011年1月16日〜2月6日 - 松岡修造、杉山愛（両氏ともテニス選手）
- 2011年2月13日〜3月6日 - 原辰徳、高橋由伸（両氏とも読売ジャイアンツ）
- 2011年3月13日〜3月27日　-　荻原健司・荻原次晴兄弟（両氏ともノルディックスキー選手）
- 2011年4月2日～4月23日 - 里見浩太朗、西岡徳馬（両氏とも俳優　アメリカ・アリゾナロケ）
- 2011年4月30日～5月28日　-　松木安太郎、城彰二（両氏ともサッカー解説者）
- 2011年6月18日～7月2日・7月23日  - 武田鉄矢（歌手・俳優）、東国原英夫（政治家）
- 2011年7月30日～8月6日・8月27日　-　東貴博（お笑い芸人）、花田虎上（元大相撲横綱若乃花）
- 2011年9月10日～10月1日・10月15日　- 工藤公康（当時プロ野球選手<当時は引退発表をしていなかった>）、吉田沙保里（レスリング選手）
- 2011年10月22日～11月26日 - 椎名桔平（俳優）、松岡充（ミュージシャン・シンガーソングライター）
- 2011年12月3日～12月24日・2012年1月7日 - 岩城滉一（俳優）、モト冬樹（タレント）
- 2012年1月1日（新春スペシャル） - （ゴルフラウンドゲスト）堺正章（俳優）、白鵬翔（大相撲横綱）、（トークゲスト）早乙女太一（俳優）、鎧塚俊彦（パティシエ）、（ゲストMC）草野仁
- 2012年1月14日 - ゲストなし（石川遼AtoZ総集編）
- 2012年1月21日 - ゲストなし（石川遼スーパーショット集）
- 2012年1月28日～2月25日 - 福留孝介（当時シカゴ・ホワイトソックス）、山崎武司（当時中日ドラゴンズ）（アメリカ・ハワイロケ）
- 2012年3月4日～3月31日（最終回） - 池上季実子（女優）、ラサール石井（タレント）（アメリカ・ハワイロケ）

## スタッフ
- 構成：工藤ひろこ
- 技術協力：テクノマックス
- 編集：増田直人
- MA：ザ・チューブ
- 音響効果：有木岳人
- CG：小室泰樹
- 協力：マックス・インターナショナル、キャスコ、加森観光グループ、ショットナビ
- 衣裳協力：PEARLY GATES、コナカ、BLUE CRUSH
- AD：越田詠人
- ディレクター：小川孝之、長沼和紀
- 演出：田中久義
- 挿入曲：さだまさし「強い夢は叶う〜RYO National Golf Club〜」（2011年のアルバム『Sada City』収録）
- プロデューサー：松下圭児（テレビ東京）、須藤公一、河合輝文
- 製作：テレビ東京、スポニチクリエイツ

## ネット局と放送時間
| 放送対象地域   | 放送局                | 系列           | 放送開始日    | 放送曜日・時間     | 放送日の遅れ |
| -------------- | --------------------- | -------------- | ------------- | ------------------ | ------------ |
| 関東広域圏     | テレビ東京 （制作局） | テレビ東京系列 | 2010年4月4日  | 土曜 23:05 - 23:30 | 同時ネット   |
| 北海道         | テレビ北海道          | テレビ東京系列 | 2010年4月4日  | 土曜 23:05 - 23:30 | 同時ネット   |
| 愛知県         | テレビ愛知            | テレビ東京系列 | 2010年4月4日  | 土曜 23:05 - 23:30 | 同時ネット   |
| 大阪府         | テレビ大阪            | テレビ東京系列 | 2010年4月4日  | 土曜 23:05 - 23:30 | 同時ネット   |
| 岡山県・香川県 | テレビせとうち        | テレビ東京系列 | 2010年4月4日  | 土曜 23:05 - 23:30 | 同時ネット   |
| 福岡県         | TVQ九州放送           | テレビ東京系列 | 2010年4月4日  | 土曜 23:05 - 23:30 | 同時ネット   |
| 奈良県         | 奈良テレビ            | JAITS          | 2010年4月9日  | 金曜 21:30 - 21:54 | 6日遅れ      |
| 福井県         | 福井テレビ            | フジテレビ系列 | 2010年4月10日 | 土曜 10:00 - 10:30 | 7日遅れ      |
| 広島県         | 広島テレビ            | 日本テレビ系列 | 2010年4月11日 | 土曜 10:00 - 10:30 | ?日遅れ      |
| 岐阜県         | 岐阜放送              | JAITS          | 2010年4月11日 | 日曜 18:30 - 19:00 | 8日遅れ      |
| 沖縄県         | 琉球放送              | TBS系列        | 2010年4月16日 | 土曜 5:45 - 6:15   | 14日遅れ     |
| 富山県         | 富山テレビ            | フジテレビ系列 | 2010年4月17日 | 土曜 6:00 - 6:30   | 14日遅れ     |
| 愛媛県         | テレビ愛媛            | フジテレビ系列 | 2010年4月17日 | 土曜 11:15 - 11:45 | 14日遅れ     |
| 鹿児島県       | 南日本放送            | TBS系列        | 2010年4月17日 | 土曜 17:00 - 17:30 | 14日遅れ     |
| 滋賀県         | びわ湖放送            | JAITS          | 2010年4月17日 | 土曜 22:50 - 23:20 | 14日遅れ     |
| 岩手県         | テレビ岩手            | 日本テレビ系列 | 2010年4月17日 | 火曜 24:59 - 25:29 | 17日遅れ     |
| 熊本県         | 熊本放送              | TBS系列        | 2010年4月19日 | 土曜 17:00 - 17:30 | 14日遅れ     |
| 福島県         | 福島中央テレビ        | 日本テレビ系列 | 2010年4月21日 | 水曜 24:59 - 25:29 | 18日遅れ     |
| 新潟県         | テレビ新潟            | 日本テレビ系列 | 2010年4月25日 | 日曜 7:30 - 8:00   | 22日遅れ     |
| 高知県         | テレビ高知            | TBS系列        | 2010年5月1日  | 土曜 17:00 - 17:30 | 28日遅れ     |
| 長崎県         | 長崎放送              | TBS系列        | 2010年7月7日  | 水曜 24:50 - 25:20 | 約102日遅れ  |
| 山梨県         | 山梨放送              | TBS系列        | 不明          | 月曜 25:04 - 25:34 | 約16日遅れ   |
| 三重県         | 三重テレビ            | JAITS          | 2011年1月4日  | 火曜 23:20 - 23:50 | 遅れ日数不明 |
| 和歌山県       | テレビ和歌山          | JAITS          | 2010年4月4日  | 日曜 22:30 - 23:00 | 遅れ日数不明 |
| 鳥取県・島根県 | 山陰放送              | TBS系列        | 不明          | 日曜 6:15 - 6:45   | 遅れ日数不明 |

### 過去のネット局
- 静岡第一テレビ - 2010年4月17日にネット開始したが、2011年10月16日をもって打ち切り[注 9]。
- 秋田放送 - 2010年9月1日にネット開始したが、2012年7月11日をもって打ち切り[注 10]。

### 変遷
| 期間       | 期間       | 放送時間（日本時間）          |
| ---------- | ---------- | ----------------------------- |
| 2010.04.04 | 2011.03.27 | 日曜日 23:30 - 翌0:00（30分） |
| 2011.04.02 | 2011.09.24 | 土曜日 22:30 - 22:55（25分）  |
| 2011.10.01 | 2012.03.31 | 土曜日 23:05 - 23:30（25分）  |

## アクシデント
2011年5月5日に栃木・烏山城CCでおこなわれた同番組の収録中、ゲストとして出演した哀川翔の打球が女性観客者に当たるというアクシデントが発生。那須烏山市の病院で診察した結果全治1週間と診断され、番組の収録を中止した。